# Europäische Bewegung Österreich
Die Europäische Bewegung Österreich (EBÖ) ist ein überparteilicher Zusammenschluss von Verbänden, Vereinen, Institutionen und sonstigen Einrichtungen mit einer pro-europäischen Ausrichtung. Sie ist die nationale Sektion („Council“) der Europäischen Bewegung International mit Sitz in Brüssel.
Gemäß ihren Statuten fördert die EBÖ die europäische Integration in Österreich unter Wahrung der kulturellen und regionalen Vielfalt sowie die grenzüberschreitende Kooperation der europäischen Zivilgesellschaft. Zudem unterstützt die EBÖ ihre Mitgliedsorganisationen in europäischen Informations-, Kooperations- und Bildungsaktivitäten.

## Geschichte
Die österreichische Unterorganisation der internationalen Europäischen Bewegung wurde vereinsrechtlich am 9. Juli 1958. als „Europäische Bewegung Österreich“ gegründet.
Die Europäische Bewegung war nach dem Zweiten Weltkrieg entstanden und hatte sich der Förderung der europäischen Integration verschrieben. Eine wichtige Rolle spielten in diesem Zusammenhang Winston Churchill und dessen Schwiegersohn Duncan Sandys. Im Jänner 1947 war auf deren Bemühen in Großbritannien das „United Europe Movement (UEU)“ gegründet worden, das sich vor allem an der Zielsetzung eines europäischen Staatenbundes orientierte. Im Mai 1948 organisierte Duncan Sandys den sogenannten Haager Kongress, dessen Ziel es war, Nationale Räte der Europäischen Bewegung zu gründen, die sich auf europäischer Ebene einem Internationalen Rat anschließen sollten.

## Aufgaben, Projekte, Politik
Die grundsatzpolitischen Forderungen der EBÖ lauten: Die europäischen Werte achten, die EU reformieren, Europa bilden und europäisches Bewusstsein stärken, Europäische Probleme erfordern europäische Lösungen, Europa-Kommunikation verbessern und nationale Reflexe verhindern.
Die Hauptaktivitäten der EBÖ bestehen aus: Europa-Kommunikation und Öffentlichkeitsarbeit, Vernetzung der Mitglieder, Multiplikatorenkampagnen, Kooperation durch diverse Info-Formate (z. B. EBÖ Exklusiv Hintergrund-Briefing), Veranstaltungen (z. B. „Grätzel goes Europe“ – Bezirkstour zur Europawahl im Mai 2019), Workshops (z. B. Workshopreihe „Europa gemeinsam gestalten“ für Unternehmen) und gemeinsamen Grundsatzpositionierungen zur österreichischen Europapolitik und zur Weiterentwicklung der EU.

### Organe
Organe der Plattform Europäischen Bewegung Österreichs sind Mitgliederversammlung, Vorstand und Generalsekretariat. Die Mitgliederversammlung mit Neuwahl des Vorstandes findet alle zwei Jahre statt. In ihr sind alle Organisationen mit je einer Stimme vertreten.
Präsidium & Vorstand wurden am 22. März 2024 durch die Mitgliederversammlung gewählt. Präsident ist Christoph Leitl (EYFON), Vizepräsidenten wurden Jörg Leichtfried (SPÖ), Elisabeth Dittrich (Vereinigung für europapolitische Bildung – AEDE Österreich (Europtimus)), Friedhelm Frischenschlager, (Europäische Föderalistische Bewegung (EFB)), Ewald Nowotny, (ÖGfE)
Vorstandsmitglieder
- Sabir Ansari, Vorstandsmitglied Bundes Jugend Vertretung (BJV)
- Christian Buchmann, Geschäftsführer European Youth Forum Neumarkt (EYFON)
- Werner Fasslabend, Präsident Österreichische Föderation der Europahäuser[10]
- Monika Forstinger, proquest
- David Hafner, Österreichischer Gewerkschaftsbund
- Carmen Jeitler-Cincelli, ÖVP
- Othmar Karas, BürgerInnenforum Europa
- Marcin Kotlowski, Geschäftsführer WH Media GmbH[11]
- Ferdinand Lembacher, Landwirtschaftskammer Österreich
- Alexander Lesigang, Österreichischer Städtebund
- Christian Mandl, Wirtschaftskammer Österreich[12]
- Franz Nauschnigg, Europäische Liga für Wirtschaftliche Zusammenarbeit[13]
- Johannes Pressl, Österreichischer Gemeindebund
- Evelyn Regner, SPÖ
- Gerhard Riemer, Industriellenvereinigung
- Nikolaus Scherak, MA, NEOS
- Paul Schmidt, Österreichische Gesellschaft für Europapolitik[14]
- Thomas Waitz, Grüne
- Valentin Wedl, Arbeiterkammer Österreich

## Mitgliedsorganisationen
Die Europäische Bewegung Österreichs besteht aktuell aus 21 Mitgliedsorganisationen (Stand: Juli 2020). Die Aufnahme wird durch die Mitgliederversammlung beschlossen.
- Kammer für Arbeiter und Angestellte
- Bundes Jugend Vertretung (BJV)
- Junge Europäische Föderalisten (BEJ/JEF)
- Bürgerforum Europa
- Die Grünen – Die Grüne Alternative
- Europäische Föderalistische Bewegung Österreich (EFB)
- Europäische Liga für Wirtschaftliche Zusammenarbeit (ELEC)
- European Youth Forum Neumarkt (EYFON)
- Europtimus – Vereinigung für europapolitische Bildung (AEDE Österreich)
- Gewerkschaft Bau-Holz (GBH)
- Industriellenvereinigung (IV)
- Landwirtschaftskammer Österreich
- NEOS – Das Neue Österreich und Liberales Forum
- Österreichische Föderation der Europahäuser (ÖFEH)
- Österreichische Gesellschaft für Europapolitik (ÖGfE)
- Österreichischer Gemeindebund
- Österreichischer Städtebund
- Parlamentsklub der ÖVP
- Parlamentsklub der SPÖ
- WH Media GmbH
- Wirtschaftskammer Österreich (WKÖ)